# Šakti

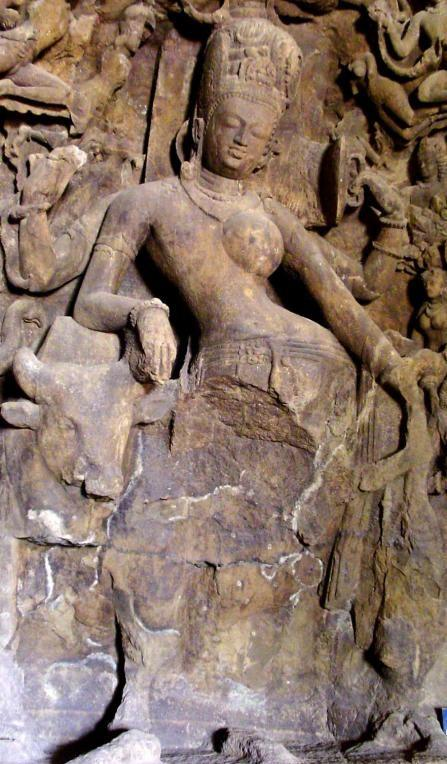
Ardhanari, bůh Šiva a jeho choť Parvati v inkarnaci dvojího pohlaví, reliéf ze jeskyní Elephanta.

Šakti (v sanskrtu शक्ति, f., śakti) je v hinduismu ženská kreativní síla či energie, která se aktivně podílí na existenci celého vesmíru. Šakti bývá někdy vnímána jako personifikace hinduistické Bohyně Matky. Prakticky každá hinduistická bohyně je personifikací šakti; k nejvýznamnějším však patří Lakšmí (manželka Višnua), Párvatí (manželka Šivy) a Sarasvatí (manželka Brahmy).